# Баумбах, Ноа
Но́а Ба́умбах (англ. Noah Baumbach; род. 3 сентября 1969, Нью-Йорк, США) — американский кинорежиссёр и сценарист. Номинант на премии «Оскар», «Золотой глобус» и BAFTA.

## Ранние годы
Баумбах, третий из четверых детей в семье, родился в Бруклине, Нью-Йорк, в семье писателя и кинокритика Джонатана Баумбаха (англ., 1933—2019), и критика газеты «The Village Voice» Джорджии Браун. Его отец был иудеем, а мать — протестантка. Родители его отца — художник Харольд Баумбах (1903—2001) и учительница Ида Закгейм (1906—2002), уроженцы Нью-Йорка, происходили из семей еврейских иммигрантов из Австро-Венгерской империи (дед) и Минска (бабушка).
Окончил Вассарский колледж, где получил степень бакалавра по английскому языку в 1991 году.

## Карьера
Баумбах осуществил свой кинематографический дебют в возрасте 24 лет, написав сценарий, а затем и поставив фильм о взрослении «Забыть и вспомнить», который тут же снискал популярность среди кинокритиков.
Главный успех к молодому кинематографисту пришёл в 2005 году, когда на американские экраны вышла его полуавтобиографическая комедийная драма «Кальмар и кит»: это был всего лишь его четвёртый полнометражный фильм в качестве режиссёра, но Баумбах получил престижнейшую номинацию на «Оскар» за оригинальный сценарий. В 2007 году режиссёр выпустил комедийную драму под названием «Марго на свадьбе» с Николь Кидман, Джеком Блэком в главных ролях. В 2009 году вышел фильм «Гринберг» с Беном Стиллером в главной роли. В фильме также снялись Дженнифер Джейсон Ли и Грета Гервиг. Его следующий фильм «Милая Фрэнсис» получил номинацию на «Золотой глобус» за лучшую женскую роль (Грета Гервиг).
Настоящим триумфом для Баумбаха стал фильм «Брачная история», за который он получил номинации на «Золотой глобус», BAFTA, премию «Оскар» за лучший оригинальный сценарий, а также номинацию на «Оскар» в категории лучший фильм. В главных ролях снялись Скарлетт Йоханссон и Адам Драйвер, ранее снимавшийся у режиссёра. Оба актёра номинировались на престижные премии за свои роли в фильме.
Является одним из авторов сценария к мультфильму «Мадагаскар 3».
В марте 2024 года Баумбах начал работу над четвёртым фильмом для Netflix. Главные роли исполнят Джордж Клуни и Адам Сэндлер. Он написал сценарий в соавторстве с актрисой Эмили Мортимер.

## Личная жизнь
В 2005 году Баумах женился на актрисе Дженнифер Джейсон Ли. Их сын, Ромер Эммануэль Баумбах, родился 17 марта 2010 года. В ноябре 2010 года Ли подала на развод, в качестве причины указав «непримиримые разногласия». Бракоразводный процесс был завершён в сентябре 2013 года.
С 2011 года Баумбах состоит в отношениях с актрисой, сценаристкой и режиссёром Гретой Гервиг. В марте 2019 года у них родился сын, Гарольд Ральф Гервиг Баумбах. Весной 2023 года родился второй сын. В декабре 2023 года пара поженилась в мэрии Нью-Йорка.

## Фильмография
| Год  | Название                         | Оригинальное название              | Режиссёр   | Сценарист | Продюсер | Актёр | Роль   | Примечания             |
| ---- | -------------------------------- | ---------------------------------- | ---------- | --------- | -------- | ----- | ------ | ---------------------- |
| 1995 | Забыть и вспомнить               | Kicking and Screaming              | Да         | Да        |          | Да    | Дэнни  |                        |
| 1997 | Мистер Ревность                  | Mr. Jealousy                       | Да         | Да        |          | Да    | Арлисс |                        |
| 1997 | Высшая ступень                   | Highball                           | Да         | Да        |          | Да    | Филип  |                        |
| 2000 | —                                | Conrad & Butler Take a Vacation    | Да         | Да        |          |       |        | короткометражный фильм |
| 2000 | —                                | Thirty                             |            | Да        |          |       |        | телефильм              |
| 2004 | Водная жизнь Стива Зиссу         | The Life Aquatic with Steve Zissou |            | Да        |          | Да    | Филлип |                        |
| 2005 | Кальмар и кит                    | The Squid and the Whale            | Да         | Да        |          |       |        |                        |
| 2007 | Марго на свадьбе                 | Margot at the Wedding              | Да         | Да        |          |       |        |                        |
| 2008 | Субботним вечером в прямом эфире | Saturday Night Live                | Да (1 эп.) |           |          |       |        | телесериал             |
| 2009 | Бесподобный мистер Фокс          | Fantastic Mr. Fox                  |            | Да        |          |       |        | мультфильм             |
| 2009 | Александра Последняя             | Alexander the Last                 |            |           | Да       |       |        |                        |
| 2010 | Гринберг                         | Greenberg                          | Да         | Да        |          |       |        |                        |
| 2012 | Мадагаскар 3                     | Madagascar 3: Europe’s Most Wanted |            | Да        |          |       |        | мультфильм             |
| 2012 | Милая Фрэнсис                    | Frances Ha                         | Да         | Да        | Да       |       |        |                        |
| 2012 | Поправки                         | The Corrections                    |            | Да        |          |       |        | телефильм              |
| 2014 | Пока мы молоды                   | While We’re Young                  | Да         | Да        | Да       |       |        |                        |
| 2014 | Мисс Переполох                   | She’s Funny That Way               |            |           | Да       |       |        |                        |
| 2015 | Госпожа Америка                  | Mistress America                   | Да         | Да        | Да       |       |        |                        |
| 2015 | Де Пальма                        | De Palma                           | Да         |           | Да       |       |        | документальный фильм   |
| 2017 | Истории семьи Майровиц           | The Meyerowitz Stories             | Да         | Да        | Да       |       |        |                        |
| 2019 | Брачная история                  | Marriage Story                     | Да         | Да        | Да       |       |        |                        |
| 2022 | Белый шум                        | White Noise                        | Да         | Да        | Да       |       |        |                        |
| TBA  | Джей Келли                       | Jay Kelly                          | Да         | Да        | Да       |       |        |                        |

## Награды и номинации
| Премия                              | Год  | Фильм                      | Категория                      | Результат |
| ----------------------------------- | ---- | -------------------------- | ------------------------------ | --------- |
| «Оскар»                             | 2006 | «Кальмар и кит»            | Лучший оригинальный сценарий   | Номинация |
| «Оскар»                             | 2020 | «Брачная история»          | Лучший фильм                   | Номинация |
| «Оскар»                             | 2020 | «Брачная история»          | Лучший оригинальный сценарий   | Номинация |
| «Золотой глобус»                    | 2020 | «Брачная история»          | Лучший сценарий                | Номинация |
| BAFTA                               | 2020 | «Брачная история»          | Лучший оригинальный сценарий   | Номинация |
| «Выбор критиков»                    | 2006 | «Кальмар и кит»            | Лучший сценарий                | Номинация |
| «Выбор критиков»                    | 2010 | «Бесподобный мистер Фокс»  | Лучший адаптированный сценарий | Номинация |
| «Выбор критиков»                    | 2020 | «Брачная история»          | Лучший режиссёр                | Номинация |
| «Выбор критиков»                    | 2020 | «Брачная история»          | Лучший оригинальный сценарий   | Номинация |
| «Независимый дух»                   | 2006 | «Кальмар и кит»            | Лучший режиссёр                | Номинация |
| «Независимый дух»                   | 2006 | «Кальмар и кит»            | Лучший сценарий                | Номинация |
| «Независимый дух»                   | 2014 | «Милая Фрэнсис»            | Лучший фильм                   | Номинация |
| «Независимый дух»                   | 2020 | «Брачная история»          | Лучший фильм                   | Номинация |
| «Независимый дух»                   | 2020 | «Брачная история»          | Лучший сценарий                | Победа    |
| «Независимый дух»                   | 2020 | «Брачная история»          | Премия имени Роберта Олтмена   | Победа    |
| «Спутник»                           | 2005 | «Водная жизнь Стива Зиссу» | Лучший оригинальный сценарий   | Номинация |
| «Спутник»                           | 2005 | «Кальмар и кит»            | Лучший оригинальный сценарий   | Номинация |
| «Спутник»                           | 2019 | «Брачная история»          | Лучший режиссёр                | Номинация |
| «Спутник»                           | 2019 | «Брачная история»          | Лучший оригинальный сценарий   | Победа    |
| Национальный совет кинокритиков США | 2005 | «Кальмар и кит»            | Лучший оригинальный сценарий   | Победа    |
| Берлинский кинофестиваль            | 2010 | «Гринберг»                 | Золотой медведь                | Номинация |
| Венецианский кинофестиваль          | 2019 | «Брачная история»          | Золотой лев                    | Номинация |
| Каннский кинофестиваль              | 2017 | «Истории семьи Майровиц»   | Золотая пальмовая ветвь        | Номинация |
| Премия Гильдии продюсеров США       | 2020 | «Брачная история»          | Лучший фильм                   | Номинация |
| Премия Гильдии сценаристов США      | 2006 | «Кальмар и кит»            | Лучший оригинальный сценарий   | Номинация |
| Премия Гильдии сценаристов США      | 2020 | «Брачная история»          | Лучший оригинальный сценарий   | Номинация |